# Corlăteni, Botoșani
Corlăteni là một xã thuộc hạt Botoșani, România. Dân số thời điểm năm 2002 là 4152 người.